# یک دلاور
یک دلاور (انگلیسی: Valiant One) یک فیلم اکشن و دلهره‌آور آمریکایی به کارگردانی استیو بارنت و نویسندگی مشترک با اریک تیپتون است.
این فیلم قرار است در تاریخ ۳۱ ژانویه ۲۰۲۵ در ایالات متحده اکران شود.

## داستان
با تنش‌ها بین کره شمالی و کره جنوبی، یک هلیکوپتر آمریکایی در سمت کره شمالی سقوط می‌کند، اکنون بازماندگان باید با هم همکاری کنند تا از یک متخصص غیرنظامی فناوری محافظت کنند و راه خود را پیدا کنند.

## ساخت
فیلمبرداری در ۱۹ سپتامبر ۲۰۲۲ در ونکوور، کانادا آغاز شد.